# Єльнівський заказник
Є́льнівський зака́зник — ботанічний заказник місцевого значення в Україні. Розташований у межах Сарненського району Рівненської області, на північ і схід від села Єльне. 
Площа 3548 га. Статус присвоєно згідно з рішенням Рівненського облвиконкому від 22.11.1983 року № 343 (зі змінами рішення облвиконкому № 98 від 18.06.1991 року та рішення облради № 1331 від 25.09.2009 року). Перебуває у віданні ДП «Клесівський лісгосп» (Єльнівське л-во, кв. 1-10, 12-20; кв. 24, вид. 1, 2, 4, 6-8, 12, 14-18, 20, 23, 24, 27, 28, 31-40, 42-48; кв. 27, вид. 1-11, 13-19; кв. 28, вид. 1-10, 12-24, 26-30, 32-38; кв. 30, вид. 1-11, 13-34; кв. 31, вид. 1-8, 10-13, 15-27, 29-34, 36-48, 50-58; кв. 39, вид. 1-13, 15-20, 22-29; кв. 40, вид. 1, 2, 4, 5, 7, 9-19, 21-37, 40-45; кв. 49, вид. 1-3, 5-13, 14-30, 32-35, 37-47; кв. 50, вид. 1-16, 18-20, 22-29; кв. 51, вид. 1-9, 11-15, 17-40, 42-50; кв. 52, вид. 1-39, 41-59). 
Статус присвоєно для збереження частини лісо-болотного масиву. На підвищених ділянках у деревостані переважають насадження сосни, а також берези.